# 650
El 650 (DCL) fou un any comú començat en divendres del calendari julià.

## Esdeveniments
- Tercera invasió musulmana d'Armènia.[1]
- Primera emissió de paper moneda a la Xina.[2]